# Sandemania hoehnei
Sandemania hoehnei là một loài thực vật có hoa trong họ Mua. Loài này được (Cogn.) Wurdack miêu tả khoa học đầu tiên năm 1970.